# Jean-François Guérin
Monsignor Jean-François Guérin (Loches, 25 luglio 1929 – Blois, 21 maggio 2005) è stato un presbitero francese.
Fondò la Comunità di San Martino a Voltri nel 1976, accolto dal Cardinale Giuseppe Siri con i primi membri nel convento di San Francesco dove visse San Francesco Maria di Camporosso.

## Biografia

### Servizio presbiterale
Ordinato presbitero nel 1955 dall'arcivescovo di Tours, Louis-Joseph Gaillard, fu vicario della cattedrale di Tours e cappellano dei licei della medesima città. Studiò poi il diritto canonico a Parigi nel 1965, e diventò direttore generale dell'Oeuvre d'Orient (Opera per il Levante, un'associazione fondata nel 1856 per aiutare le popolazioni cristiane del Medio-Oriente, specialmente del Libano).

### Padre spirituale
Dopo il Concilio Vaticano II, fu cappellano a Montmartre e celebra la messa (secondo la riforma liturgica) per gli studenti, dalle Suore del Bon-Secours. Un certo numero di giovani lo scelse come padre spirituale. Alcuni di loro entrarono allora nella vita religiosa (sia maschile che femminile). Nel 1974 due giovani gli espressero il desiderio di una vita presbiterale diocesana insieme alla vita comune. Dopo due anni di esperienza e di riflessione a Parigi, il 1º ottobre 1976, si recarono sulla proposta dal cardinale Giuseppe Siri nell'arcidiocesi di Genova.

### Genova
Il cardinale Siri decise di affidare loro il convento cappuccino San Francesco di Voltri dove era vissuto San Francesco Maria di Camporosso.
Così l'abbé Guérin fondò a Genova la Comunità di San Martino, con 5 seminaristi, che frequentavano per la formazione intellettuale il seminario di Genova, e che l'abbé Guérin (e insieme a lui alcuni dei primi sacerdoti della comunità, dopo 1980) formava sul livello umano, spirituale e pastorale. Il patronaggio di San Martino di Tours, apostolo della Francia nel quarto secolo, è radicato non solo nell'affetto dell'abbé Guérin per la persona del santo vescovo di Tours, ma anche per il modello di vita comune e apostolica che Martino volle per il clero della sua diocesi.
Nel 1979, il Caridnale Siri ha eretto la Comunità in pia unione che diventò secondo il nuovo codice di diritto canonico del 1983 associazione pubblica di fedeli di diritto diocesano. L'abbé Guérin, che era legato al Cardinale Siri con un affetto reciproco, fu successivamente fatto canonico onorario dell'Immacolata (1983) e della cattedrale di Genova (1987).

### Candé-sur-Beuvron
Nel 1993, dieci anni dopo i primi affidamenti di ministeri sacerdotali in Francia, l'abbé Guérin fece il "rientro in Francia".
Infatti, da una parte si era presentata l'opportunità di comprare una casa, già proprietà della diocesi di Orléans. Da un'altra, i primi sacerdoti si erano laureati nelle discipline che vengono insegnate in seminario secondo la Ratio Studiorum (filosofia, teologia, diritto canonico...) e fu possibile di immaginare la creazione della propria casa di formazione sacerdotale. 
Affidandosi ai segni della Provvidenza, davanti all'afflusso leggero ma costante di vocazioni, l'abbé Guérin decise di comprare la casa di Candé-sur-Beuvron a 15 km di Blois nella valle della Loira, per trasferirvi la sede della Comunità e formarvi gli alunni. Fu dunque decisa la creazione dell'Ecole Supérieure de Théologie (scuola superiora di teologia) della Comunità di San Martino, compito affidato dall'abbé Guérin a Don Marc Aillet.
Nel 2000, l'abbé Guérin ottenne della Congregazione per il Clero che la Comunità diventasse di diritto pontificio, mentre i suoi membri rimasero incardinati nell'arcidiocesi di Genova.

### Dimissioni e morte
Nel 2004, per ragioni di salute, rinunciò alla carica di Moderatore generale. Morì l'anno seguente, il 21 maggio 2005.

### Posterità
Non ci sono ancora libri scritti su di lui: esistono solo articoli sulla storia della Comunità di San Martino, e una revista speciale pubblicata dalla Comunità poco dopo la sua morte. Non ha scritto libri. Gli unici scritti che ha lasciato sono delle omelie, ai quali si possono aggiungere gli appunti dei partecipanti alle sue conferenze e prediche. Una biografia in lingua francese è in preparazione.
Tra i figli che Mons. Guérin accolse per il cammino verso il sacerdozio, tre sono diventati vescovi: nel 2005, Don Jean-Marie Le Vert, che aveva lasciato la Comunità da 10 anni ed era diventato sacerdote dell'arcidiocesi di Tours, fu nominato vescovo ausiliare di Meaux e poi nominato vescovo di Quimper. Nel 2008, Don Marc Aillet, già vicario generale della diocesi di Tolone, venne nominato vescovo di Bayonne. Nel 2012, Papa Benedetto XVI nominò Mons. Nicolas Thevenin arcivescovo e nunzio apostolico. Lo consacrò il 6 gennaio seguente.
Oltre questi tre sacerdoti, ci sono oltre 80 sacerdoti e diaconi permanenti che furono ordinati del vivo di Mons. Guérin, tra 1979 e 2004.